# Delhi-6
Pour plus de détails, voir Fiche technique et Distribution.
Delhi-6 (दिल्ली 6) est un film indien de Bollywood réalisé par Rakeysh Omprakash Mehra et sorti en 2009. On y retrouve les acteurs Abhishek Bachchan, Sonam Kapoor, Om Puri, Waheeda Rehman, Rishi Kapoor, Atul Kulkarni, Deepak Dobriyal et Divya Dutta. Il s'agit d'un film autobiographie et rapporte la jeunesse du réalisateur dans le quartier Chandni Chowk de Delhi. C'est son troisième film après Aks et Rang De Basanti.

## Synopsis
Roshan Abhishek Bachchan un enfant de NRI né aux États-Unis, accompagne sa grand-mère Annapurna Waheeda Rahman dans leur demeure ancestrale en Inde.
Il est émerveillé par l'activité et la diversité qui règne à Chandni Chowk plus communément appelé Delhi 6.

## Fiche technique
- Titre : Delhi-6
- Titre original : दिल्ली 6
- Réalisation : Rakeysh Omprakash Mehra
- Scénario : Rakeysh Omprakash Mehra, Prasoon Joshi et Kamlesh Pandey
- Musique : A. R. Rahman
- Parolier : Prasoon Joshi
- Chorégraphie : Vaibhavi Merchant et Saroj Khan
- Photographie : Binod Pradhan
- Montage : P. S. Bharathi
- Production : Rakeysh Omprakash Mehra et Ronnie Screwvala
- Société de production : Dillywood, Rakeysh Omprakash Mehra Pictures et UTV Motion Pictures
- Pays : Inde
- Langue : hindi
- Genre : Drame
- Durée : 141 minutes
- Date de sortie : 
  - Inde : 20 février 2009

## Distribution
- Abhishek Bachchan : Roshan
- Sonam Kapoor : Bittu
- Waheeda Rehman : Dadi
- Rishi Kapoor : Ali
- Om Puri : Madangopal
- Divya Dutta : Jalebi
- Tanvi Azmi : Fatima
- Atul Kulkarni : Gobar
- Aditi Rao Hydari : Rama Bua
- Supriya Pathak : Vimla
- Deepak Dobriyal : Mamdu
- K.K. Raina : Haji Sulamaan
- Pavan Malhotra : Jai Gopal
- Amitabh Bachchan : Dadaji
- Vinayak Doval : Bobby
- Prem Chopra : Lala Bhairam
- Vijay Raaz : Inspector Ranvijay
- Cyrus Sahukar : Suresh
- Hussan Saad : Bhisham

## Musique
La bande originale de AR Rahman compte dix chansons :
- Masakali :  Mohit Chauhan
- Arziyan : Javed Ali, Kailash Kher
- Dilli 6 : Blaaze, Benny Dayal, Vivienne Chaix, Tanvi Shah, Claire
- Rehna Tu : A. R. Rahman, Benny Dayal, Tanvi Shah
- Hey Kaala Bandar : Karthik, Naresh Iyer, Srinivas, Bony Chakravarthy, Ember (rap)
- Dil Gira Dafatan : Ash King, Chinmayee
- Genda Phool : Rekha Bhardwaj, Shraddha Pandit, Sujata Mazumdar, V.N. Mahathi
- Bhor Bhaye : Shreya Ghoshal, Ustad Bade Ghulam Ali Khan
- Aarti (Tumre Bhavan Mein) : Rekha Bhardwaj, Kishori Ashok Gowariker, Shraddha Pandit, Sujata Mazumdar
- Noor : Amitabh Bachchan